# Petersville (Alaska)
Petersville es un lugar designado por el censo ubicado en el borough de Matanuska-Susitna en el estado estadounidense de Alaska. En el Censo de 2010 tenía una población de 4 habitantes y una densidad poblacional de 0 personas por km².

## Geografía
Petersville se encuentra en las coordenadas 62°28′24″N 150°52′36″O / 62.47333, -150.87667. Según la Oficina del Censo de los Estados Unidos, Petersville tiene una superficie total de 1198.44 km², de la cual 1196.71 km² corresponden a tierra firme y (0.14%) 1.72 km² es agua.

## Demografía
Según el censo de 2010, había 4 personas residiendo en Petersville. La densidad de población era de 0 hab./km². De los 4 habitantes, Petersville estaba compuesto por el 75% blancos, el 0% eran afroamericanos, el 0% eran amerindios, el 0% eran asiáticos, el 0% eran isleños del Pacífico, el 0% eran de otras razas y el 25% pertenecían a dos o más razas. Del total de la población el 0% eran hispanos o latinos de cualquier raza.